# Adolph Blomeyer
Adolph Blomeyer, född 24 februari 1830 i Frankenhausen vid Kassel, död 18 december 1889 i Leipzig, var en tysk agronom.
Blomeyer blev 1852 juris doktor samt övertog 1856 arrendet av ett gods vid Löwen i Schlesien och 1860 av domänen Frankenhausen. År 1865 kallades han till professor i lanthushållning i Proskau och 1868 blev han rektor för lantbruksinstitutet vid Leipzigs universitet. Han vann ett betydande anseende som lärare och författare på jordbrukets område; av hans skrifter kan nämnas Die mechanische Bearbeitung des Bodens (1879, svensk översättning av Robert In de Betou "Åkerns mekaniska bearbetning", 1881).